# Сальский Беслан
Сальский Беслан — посёлок в Сальском районе Ростовской области.
Входит в состав Будённовского сельского поселения.

## География

### Улицы
- ул. Крайняя,
- ул. Мирная,
- ул. Садовая,
- ул. Степная.

## История
В 1987 году указом ПВС РСФСР поселку пятого производственного отделения конезавода им. Буденного присвоено наименование Сальский Беслан.

## Население
| 2010 |
| ---- |
| 268  |